# Wildpark Brudergrund
Koordinaten: 49° 39′ 22,2″ N, 8° 58′ 25,8″ O
Der Wildpark Brudergrund ist ein frei zugängliches Gelände mit Wildtieren und Wanderwegen in Erbach im hessischen Odenwald.

## Lage
Der Eingang des Parks liegt am Ortsausgang der Kreisstraße K49 in Richtung Mossautal an der Bushaltestelle Brudergrund. Das Gelände reicht fast bis zum Stadtteil Roßbach. Der Wildpark hat eine Größe von ca. 14 Hektar, bewachsen mit Mischwald.
Am Eingang befinden sich auch Picknicktische sowie eine öffentliche, barrierefreie Toilette.

## Geschichte
Bis 1885 war das Gelände ein herrschaftlicher Wildpark. Im Jahre 1956 wurde es auf Initiative von Graf Franz II. zu Erbach-Erbach zum Erholungsgebiet. Zunächst war es dann über Jahrzehnte ein einfaches Hirschgehege.

## Tiere
Acht Hektar des Geländes belegt das Hirschgehege, in dem Rotwild, Damwild, weißes Damwild und Mufflons leben. In jüngerer Zeit entstand ein neues Wildschweingehege. Forellen, Enten und Schwäne leben im und auf dem Wasser des Roßbächleins, das hier zu zwei Fischteichen aufgestaut wurde.

## Kapelle
Freigelegte Grundmauern der Kapelle Zur Not Gottes aus den Jahren um 1200 dienen als Raum für Freiluftgottesdienste.

## Galerie

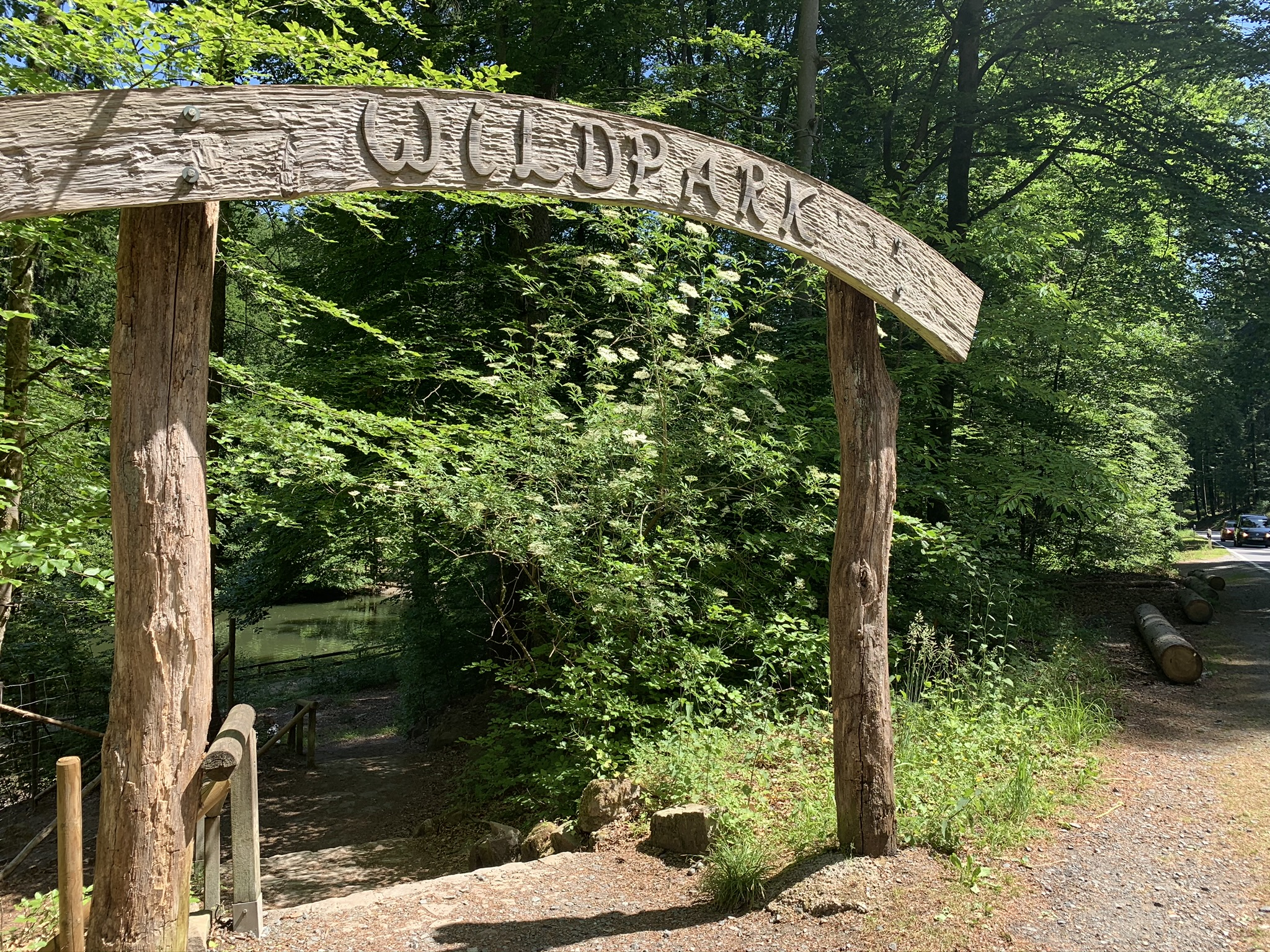
Eingang
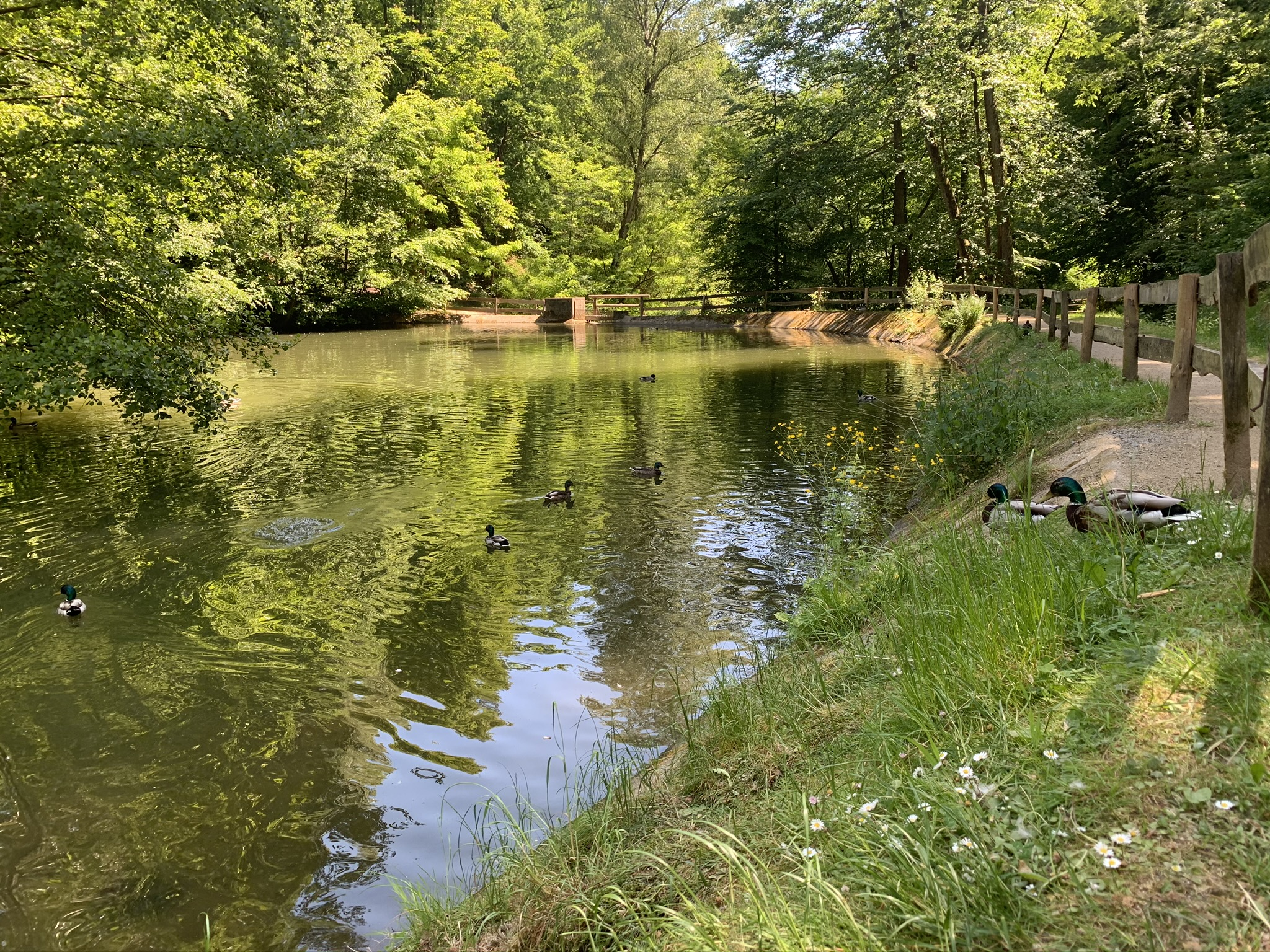
Fischteich mit Enten
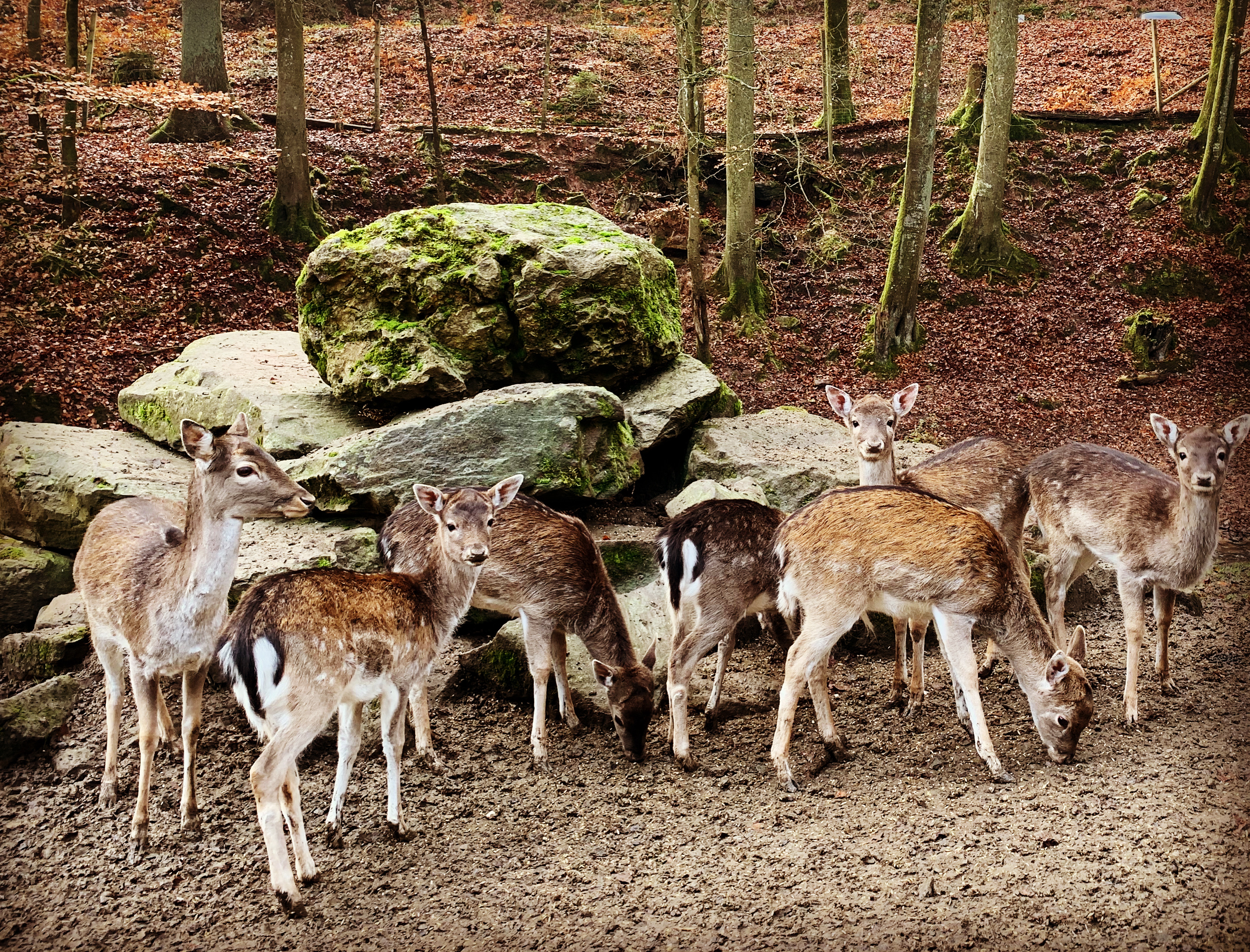
Gruppe von Damhirschen
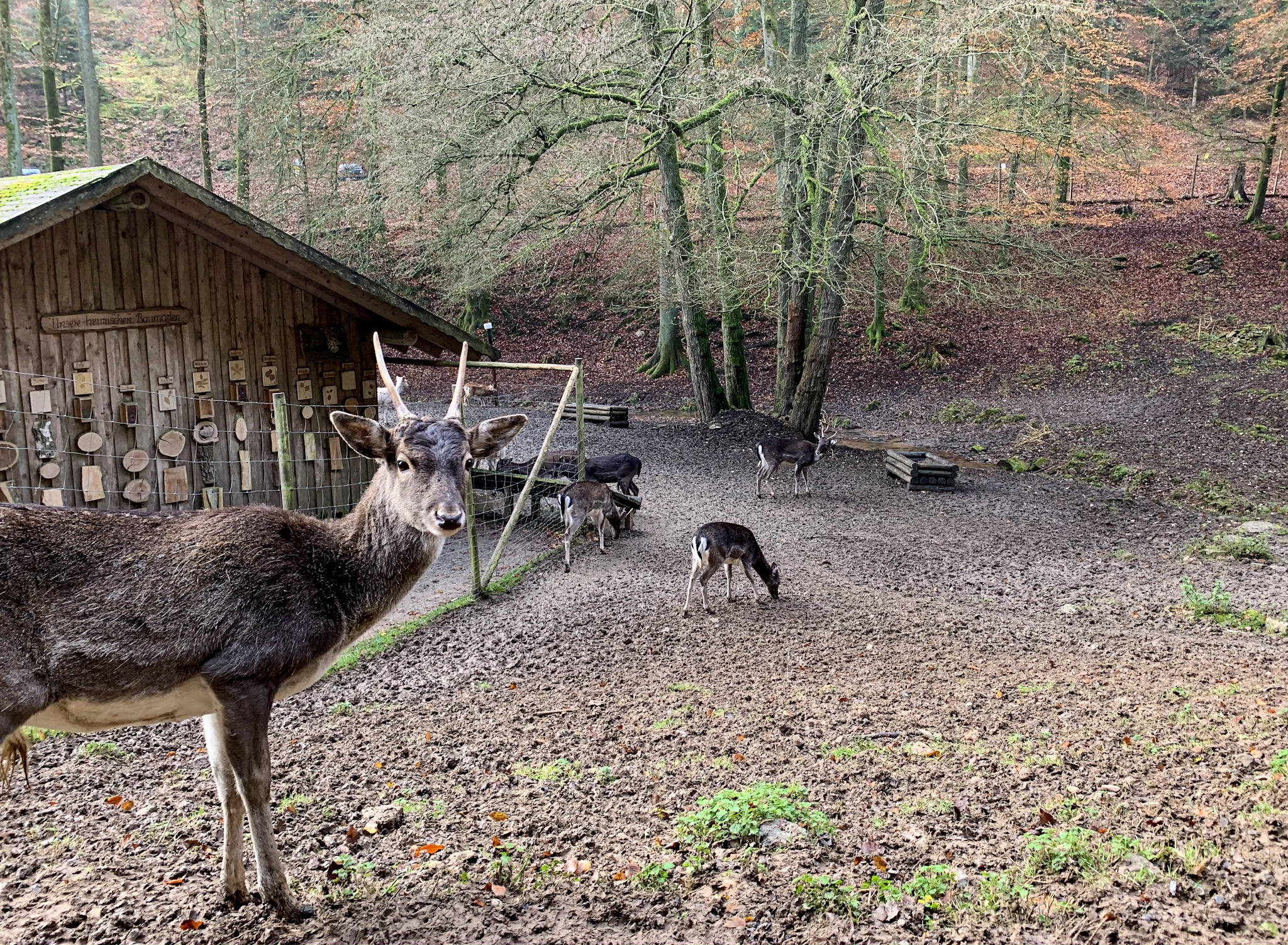
Blick ins Hirschgehege